# Rail Baltica

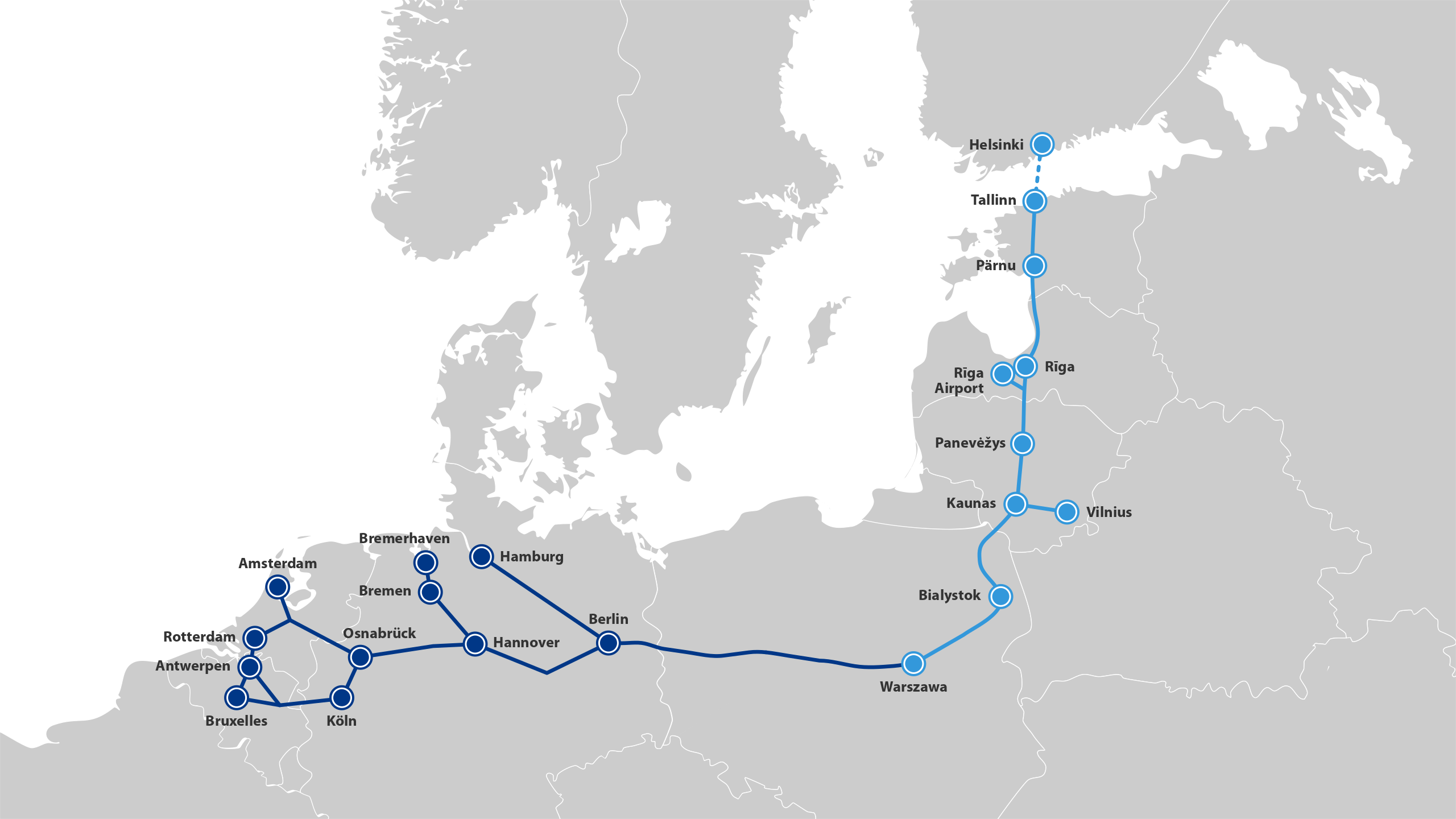
As linhas da Rail Baltica formarão parte do corredor do Mar do Norte-Países Bálticos

Rail Baltica (também conhecido na Estónia como Rail Baltic, sendo que a parte báltica também se designa como Projeto Global Baltica Rail), é um projeto greenfield (desenho que parte do zero) de infraestrutura ferroviária para unir a Finlândia, Estónia, Letónia, Lituânia e a Polónia, e por isso com bitola padrão europeia de linhas ferroviárias, proporcionando um serviço de passageiros e carga entre os países e melhorando as ligações ferroviárias entre a Europa Central e a Europa do Norte, além de catalisar a construção do corredor económico no nordeste da Europa. Prevê uma ligação ferroviária contínua entre Tallin (Estónia) e Varsóvia (Polónia) passando por Riga (Letónia) e Kaunas (Lituânia) com ligações a Vilnius (Lituânia). O projeto Rail Baltica é um dos projetos prioritários da União Europeia: a rede transeuropeia de transporte (Trans-European Transport Networks, abreviado como TEN-T).
O Rail Baltica será completamente eletrificado, pelo que se evitarão emissões locais de carbono. Utilizará novas tecnologias e materiais na sua construção. A linha evita passar por áreas protegidas Natura 2000 tanto quanto possível, sem causar impacto significativo em outras áreas protegidas ambientalmente sensíveis, e linhas ferroviárias de 1520 mm de bitola. Instalar-se-ão barreiras de proteção contra o ruído. Serão construídas passagens especiais para animais.